# 니베다 토마스
니베다 토마스(영어: Nivetha Thomas, 1995년 10월 15일 ~ )는 인도의 배우이다.